# Armin Paul Frank
Armin Paul Frank (* 16. Juni 1935 in Brünn) ist ein deutscher Anglist.

## Leben
Er studierte Anglistik und wurde am 25. Juli 1962 zum Dr. phil. an der Goethe-Universität promoviert. Nach zwei Aufenthalten als Resident Fellow an der Universität Yale wurde er 1970 in Berlin zum ordentlichen Professor berufen. 1975 wurde er ordentlicher Professor in Göttingen. 1984 hatte er eine Gastprofessur an der Pennsylvania State University inne. Er war Gründer und Leiter des Göttinger Sonderforschungsbereichs (SFB) 309 „Die Literarische Übersetzung“ (1985–96) und Initiator des SFB 529 „Internationalität nationaler Literaturen“ (ab 1997). Im Jahr 2000 wurde er emeritiert.

## Schriften (Auswahl)
- Das englische und amerikanische Hörspiel. München 1981, ISBN 3-7705-1977-9.
- T. S. Eliot criticism and scholarship in German. A descriptive survey 1923–1980. Göttingen 1986, ISBN 3-525-85458-7.
- Off-canon pleasures. A case study and a perspective. Göttingen 2011, ISBN 978-3-941875-95-1.
- Auch eine kopernikanische Wende? Übersetzungsbegriffe französisch, englisch, deutsch – 1740er bis 1830er Jahre. Göttingen 2015, ISBN 3-8471-0307-5.